# Stygnomimus
Genre
Stygnomimus est un genre d'opilions laniatores à l'appartenance familiale incertaine.

## Distribution
Les espèces de ce genre se rencontrent en Indonésie et en Malaisie.

## Liste des espèces
Selon World Catalogue of Opiliones (31/10/2021) :
- Stygnomimus conopygus Roewer, 1927
- Stygnomimus malayensis Suzuki, 1969

## Publication originale
- Roewer, 1927 : « Weitere Weberknechte I. 1. Ergänzung der: "Weberknechte der Erde", 1923. » Abhandlungen des Naturwissenschaftlichen Vereins zu Bremen, vol. 26, p. 261–402.